# Velika subota
Velika subota ili Sveta subota (lat. Sabbatum Sanctum) je zadnji, treći dan Vazmenoga trodnevlja. Slavi se dan prije Uskrsa. 
To je dan tišine i molitve. Na Veliku Subotu Crkva se zadržava kod Gospodinova groba te u molitvi i postu razmišlja o Njegovoj muci, smrti i silasku u podzemlje (šeol). Stoga vjernici posjećuju posebno uređen Božji grob u crkvi. 

## Nazivi
Naziva se i Veliki šabat, Subota Aleluje u Brazilu i Portugalu, Subota slave (port. Sábado de Gloria), Crna subota, Radosna subota, a u koptskih kršćana Mega Sabbatun.

## Bogoslužje
Dopušteno je slaviti samo sakramente pomirenja i bolesničkoga pomazanja, a Sveta pričest može se dijeliti samo kao popudbina (viaticum). 
Crkva u svojoj tradiciji čuva veliko blago. Tako je za Veliku subotu svojstveno Vazmeno bdjenje, koje se slavi noću te ga nije prikladno započeti prije nego padne noć, a treba završiti prije svanuća nedjelje. Tada se vjernici okupljaju oko ognja, koji svećenik blagoslovi. Tim se plamenom upali i uskrsna svijeća koja predstavlja samoga Isusa Krista. Svećenik na svijeću stavlja simbole A i Ω. To označava Krista koji je i početak (Alfa) i svršetak (Omega). Također se na svijeću stavljaju brojevi tekuće godine. Narav znaka iziskuje da se svake godine u Vazmenom bdjenju blagoslivlje nova uskrsna svijeća, napravljena od prirodnoga voska. Uskrsna svijeća kroz čitavo vazmeno vrijeme stoji kod ambona i pali se u svim zajedničkim bogoslužnim činima. Upravo tim bdjenjem vjernici započinju slaviti Uskrs.
Također je običaj da se u Vazmenoj noći u zajedništvo Crkve prime katekumeni. Katekumenat je priprava odraslih za primanje sakramenata kršćanske inicijacije. Sakramenti kršćanske inicijacije jesu krštenje, Euharistija i sveta potvrda. Svećenik katekumene krsti vodom iz studenca koji je blagoslovio na Vazmenomu bdijenju. U taj se studenac također uranja i Uskrsna svijeća. Prikladno je da đakon ili svećenik pjeva hvalospjev uskrsnoj svijeći (Exultet), koja predstavlja Isusa Krista. U tomu hvalospjevu, svećenik moli Gospodina neka Uskrsna svijeća razgoni mrak te noći. 
Prije liturgijskih reformi 1955. godine, postojao je obred i ophod nazvan Uskrsnuće tijekom kojeg bi svećenik simbolično iznio monstrancu iz božjeg groba. Ovaj je obred još uvijek populan među katolicima u Poljskoj.

## Molitve
|  | Wikizvor ima izvorni tekst Homilija Velike subote |

|  | Wikizvor ima izvorni tekst Molitva pred Božjim grobom |